# Верх-Подъёмная
Верх-Подъёмная — деревня в Большемуртинском районе Красноярского края России. Входит в состав Бартатского сельсовета.

## История
Основана в 1897 году. По данным 1926 года в Верхне-Подъемной имелось 50 хозяйств и проживало 296 человек (в основном — русские). Функционировала школа I ступени. В административном отношении деревня входила в состав Тигинского сельсовета Больше-Муртинского района Красноярского округа Сибирского края.

## География
Деревня находится в центральной части края, в подтаёжно-лесостепном районе лесостепной зоны, на левом берегу реки Верхней Подъёмной, на расстоянии приблизительно 12 километров (по прямой) к юго-юго-западу (SSW) от Большой Мурты, административного центра района. Абсолютная высота — 156 метров над уровнем моря.

## Население
| 2010 |
| ---- |
| 84   |

Гендерный состав
По данным Всероссийской переписи населения 2010 года в гендерной структуре населения мужчины составляли 39,3 %, женщины — соответственно 60,7 %.
Национальный состав
Согласно результатам переписи 2002 года, в национальной структуре населения русские составляли 98 % из 102 чел.

## Улицы
Уличная сеть деревни состоит из одной улицы (ул. Зелёная).